# Светско првенство у рукомету за жене 1982.
8. Светско првенство у рукомету за жене 1982. одржано је у Мађарској од 2. до 12. децембра 1982. године. Такмичило се укупно 12 репрезентација, које су биле распоређене у три групе по четири екипе. Прве две репрезентације из сваке групе су оформиле прву групу следеће фазе која се борила за позиције од првог до шестог места. Друге две репрезентације из сваке групе су оформиле групу од шест тимова које су се бориле за пласман од седмог до дванаестог места.

Рускиње су постале светске првакиње, док су мађарице биле друге а југословенске рукометашице су заузеле треће место. 

## Прва фаза

### Група А
| Поз. | Држава           | Голови | Бодови |
| ---- | ---------------- | ------ | ------ |
| 1    | Мађарска         | 63:39  | 5      |
| 2    | Источна Немачка  | 57:37  | 5      |
| 3    | Норвешка         | 57:53  | 2      |
| 4    | Сједињене Државе | 23:71  | 0      |

### Група Б
| Поз. | Држава          | Голови | Бодови |
| ---- | --------------- | ------ | ------ |
| 1    | Совјетски Савез | 65:49  | 6      |
| 2    | Јужна Кореја    | 69:68  | 3      |
| 3    | Румунија        | 56:59  | 3      |
| 4    | Бугарска        | 52:66  | 0      |

### Група Ц
| Поз. | Држава          | Голови | Бодови |
| ---- | --------------- | ------ | ------ |
| 1    | Југославија     | 80:43  | 6      |
| 2    | Чехословачка    | 64:52  | 4      |
| 3    | Немачка         | 65:49  | 2      |
| 4    | Република Конго | 34:99  | 0      |

## Друга фаза

### Група 1
| Поз. | Држава          | Голови  | Бодови |
| ---- | --------------- | ------- | ------ |
| 1    | Совјетски Савез | 86:81   | 8      |
| 2    | Мађарска        | 99:89   | 7      |
| 3    | Југославија     | 102:95  | 7      |
| 4    | Источна Немачка | 99:89   | 6      |
| 5    | Чехословачка    | 83:98   | 2      |
| 6    | Јужна Кореја    | 112:129 | 0      |

### Група 2
| Поз. | Држава           | Голови | Бодови |
| ---- | ---------------- | ------ | ------ |
| 7    | Норвешка         | 109:77 | 9      |
| 8    | Румунија         | 122:80 | 8      |
| 9    | Немачка          | 110:75 | 5      |
| 10   | Бугарска         | 93:101 | 4      |
| 11   | Сједињене Државе | 76:122 | 2      |
| 12   | Република Конго  | 74:145 | 0      |

## Поредак
| Позиција | Држава          |
| -------- | --------------- |
| 1        | Совјетски Савез |
| 2        | Мађарска        |
| 3        | Југославија     |
| 4        | Источна Немачка |
| 5        | Чехословачка    |
| 6        | Јужна Кореја    |
| 7        | Норвешка        |
| 8        | Румунија        |
| 9        | Немачка         |
| 10       | Бугарска        |
| 11       | САД             |
| 12       | Република Конго |